# Єгіндибулак (Курчумський район)
Єгіндибула́к (каз. Егіндібұлақ) — село у складі Курчумського району Східноказахстанської області Казахстану. Входить до складу Калгутинського сільського округу.
Населення — 36 осіб (2021; 89 у 2009, 248 у 1999, 376 у 1989).
Національний склад станом на 1989 рік:
- казахи — 100 %

До 1992 року село називалося Калініно.